# マヌエル・ガルシア・デ・ラ・プラダ
マヌエル・ガルシア・デ・ラ・プラダ（西: Manuel García de la Prada, 1768年-1839年）は、スペインの商人、実業家、政治家である。マドリード市長（コレヒドール）。

## 生涯
マヌエル・ガルシアは1768年にフアン・シクスト・ガルシア・デ・ラ・プラダ（Juan Sixto García de la Prada）とローサ・ゴマラ（Rosa Gomarra）の息子としてマドリードに生まれた。彼の父は裕福な地主、商人で、サン・カルロス国立銀行創設者の1人であり、1775年に商人であるにもかかわらず貴族として迎えられた。マヌエル・ガルシアは極めて若い頃から同銀行の理事会メンバーに加わり、1795年に父と同じくカルロス3世勲章を授与された。1800年以降、彼は海軍と王室に役職を持ち、フランス軍に占領された1808年には国立銀行を代表してバイヨンヌ会議に出席し、バイヨンヌ憲法に署名した。新国王ホセ1世の官僚組織に加わり、半島戦争中の1811年9月から1812年8月にかけてマドリード市長の地位に就いた。在職中の1812年5月には王立サン・フェルナンド美術アカデミーの会員となっている。しかし同年7月22日、サラマンカの戦いでフランス軍が初代ウェリントン伯爵アーサー・ウェルズリー率いるイギリス＝ポルトガル連合軍に敗北すると市議会は解散、バレンシアからフランス南西部の都市ポーに亡命し、そこからパリに移った。莫大な財産による社会支援と保証は早期の帰国を可能とし、戦争後の1816年にレジオンドヌール勲章のシュヴァリエに叙され、1818年にスペインに帰国した。翌年には女優のマリア・ガルシア（María García）と2度目の結婚をしたが、1826年に死別。1839年11月23日に死去。

## コレクション

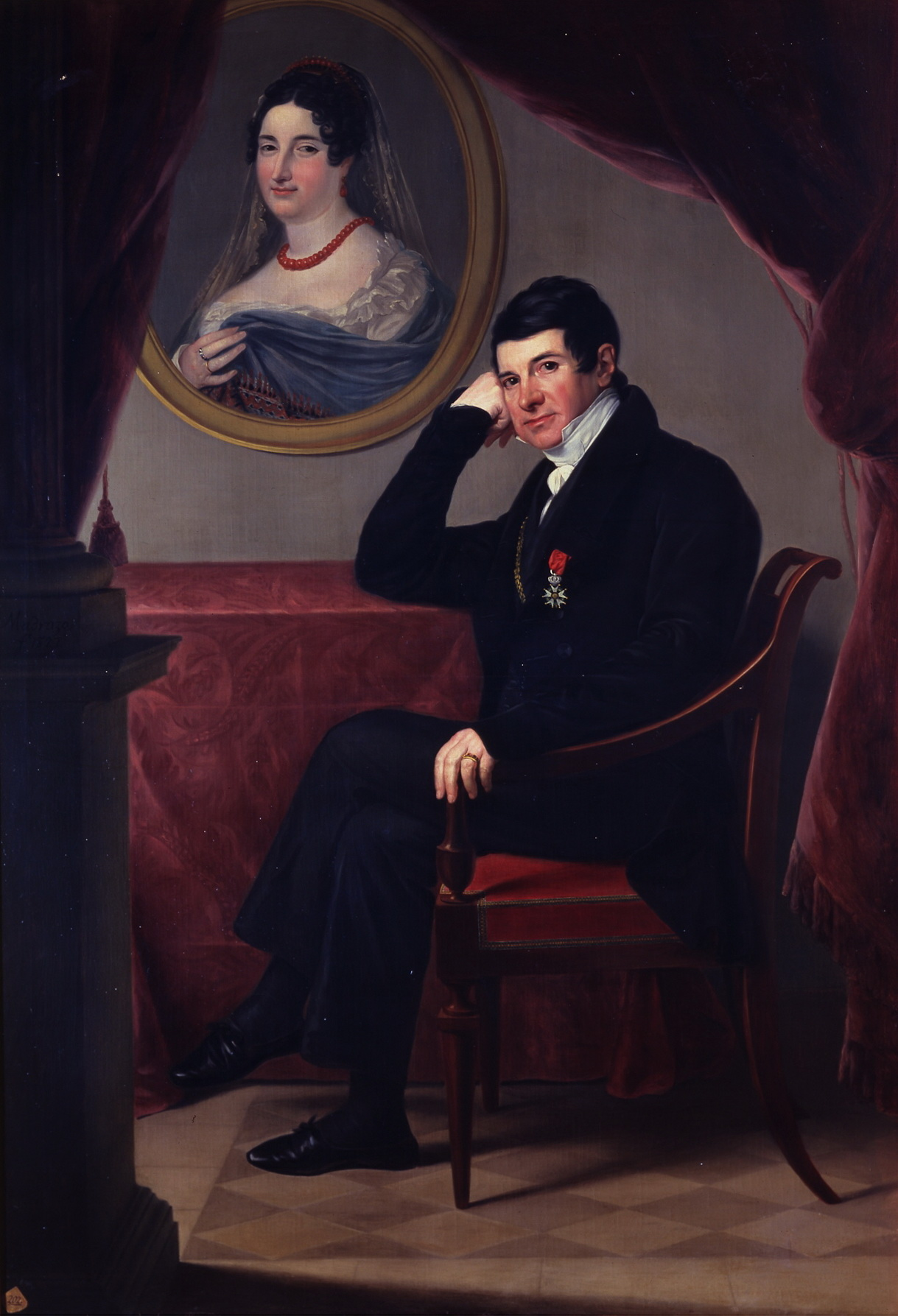
ホセ・デ・マドラーソの『マヌエル・ガルシア・デ・ラ・プラダの肖像』。1827年。

マヌエル・ガルシアはいくつかの優れた絵画を所有していたが、特に有名なのはフランシスコ・デ・ゴヤの5点の作品『狂人の家』（La casa de locos）、『苦行者の行列』（Procesión de flagelantes）、『異端審問の法廷』 （Tribunal de la Inquisición）、『村の闘牛』（Corrida de toros en un pueblo）、『鰯の埋葬』（El entierro de la sardina）である。肖像画ではマリアーノ・サルバドール・マエラが描いた彼の父の肖像画『フアン・シクスト・ガルシア・デ・ラ・プラダの肖像』（Retrato de Juan Sixto García de la Prada）、またゴヤによるマヌエル・ガルシアを描いた1805年頃の肖像画と、ホセ・デ・マドラーソによる1827年の肖像画が知られている。これらの作品は王立サン・フェルナンド美術アカデミーに遺贈された。これらのうちゴヤによる肖像画のみ、紆余曲折を経てアメリカ合衆国アイオワ州のデモイン・アート・センターに所蔵されている。

## ギャラリー
マヌエル・ガルシアが所有していた絵画作品

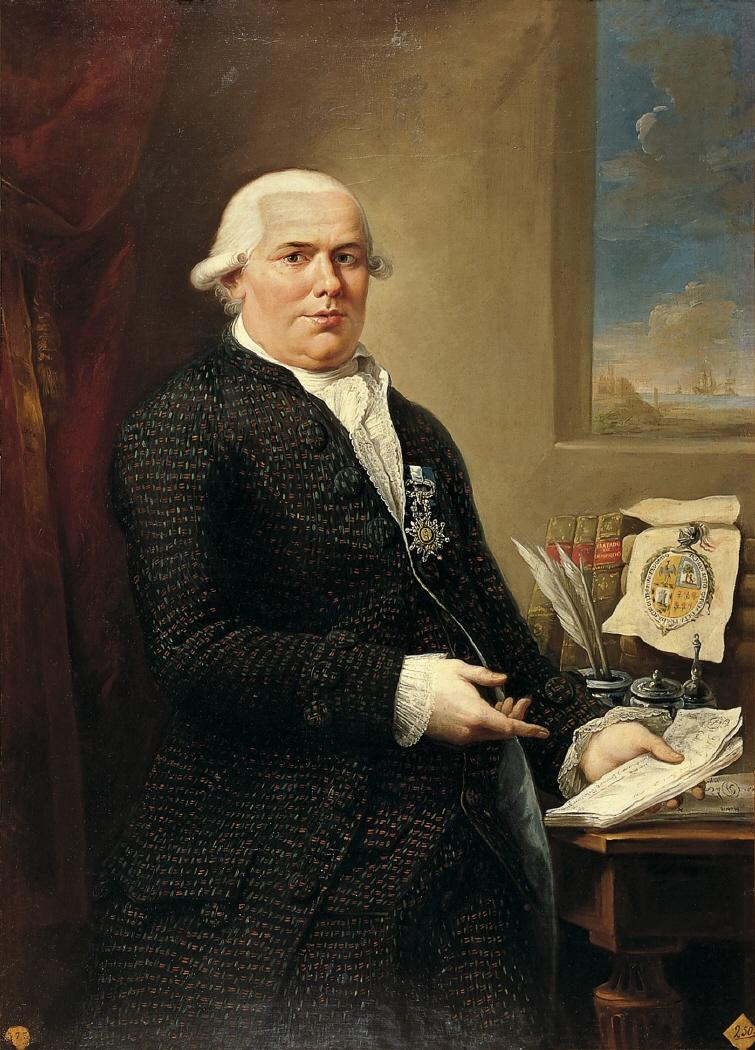
マリアーノ・サルバドール・マエラ『フアン・シクスト・ガルシア・デ・ラ・プラダの肖像』1795年
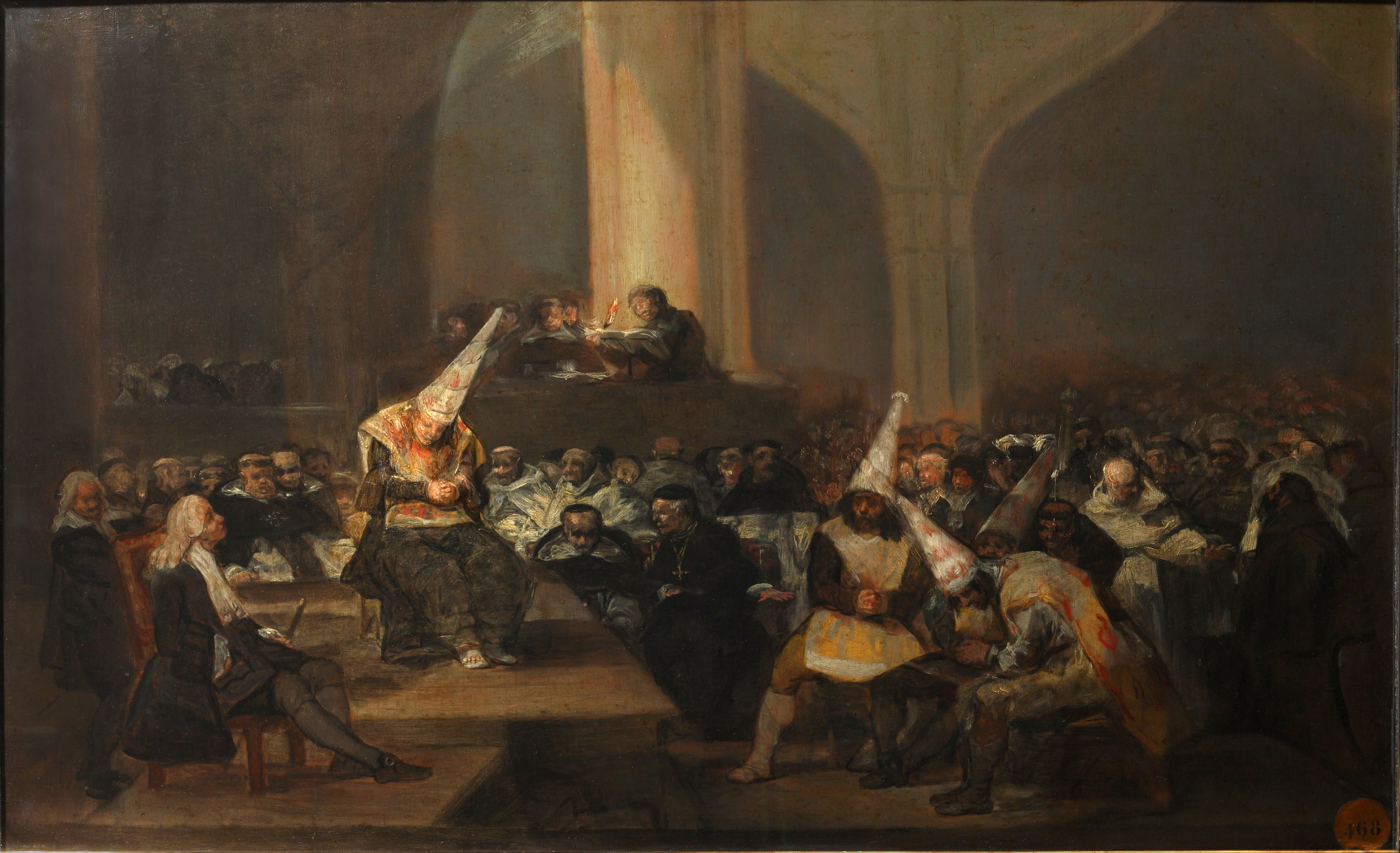
フランシスコ・デ・ゴヤ『異端審問の法廷』1812年-1819年
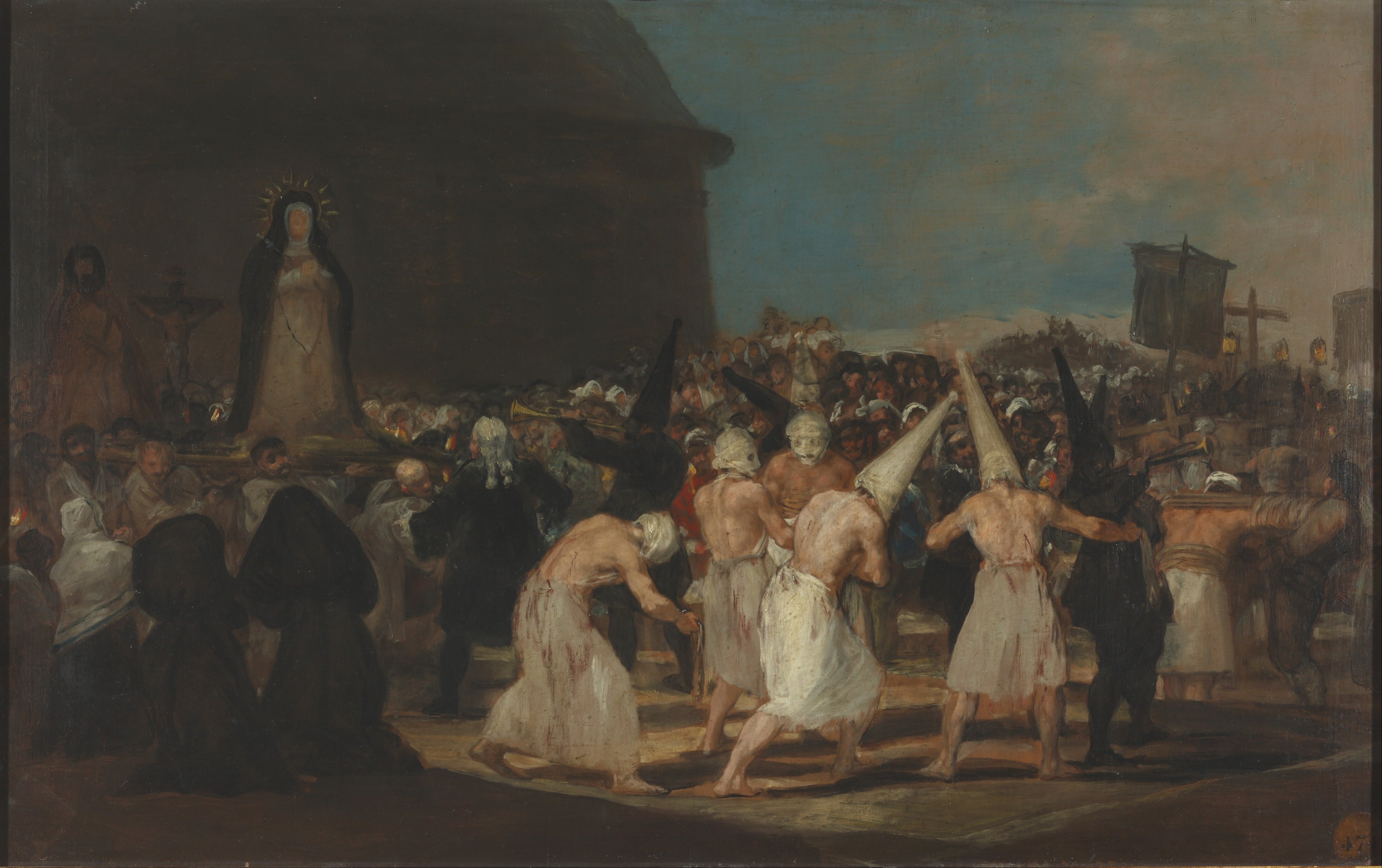
フランシスコ・デ・ゴヤ『苦行者の行列』1812年-1819年
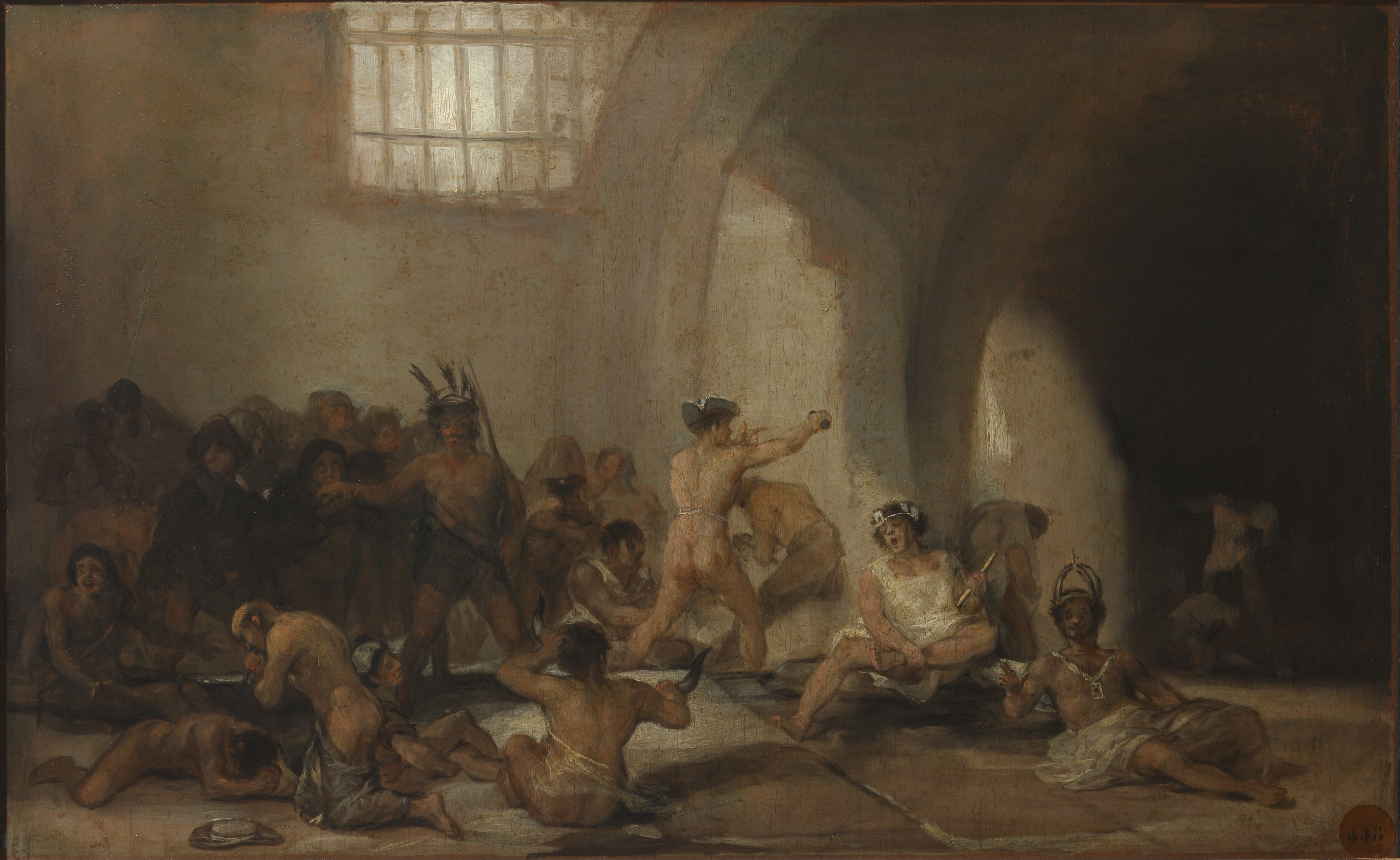
フランシスコ・デ・ゴヤ『狂人の家』1812年-1819年
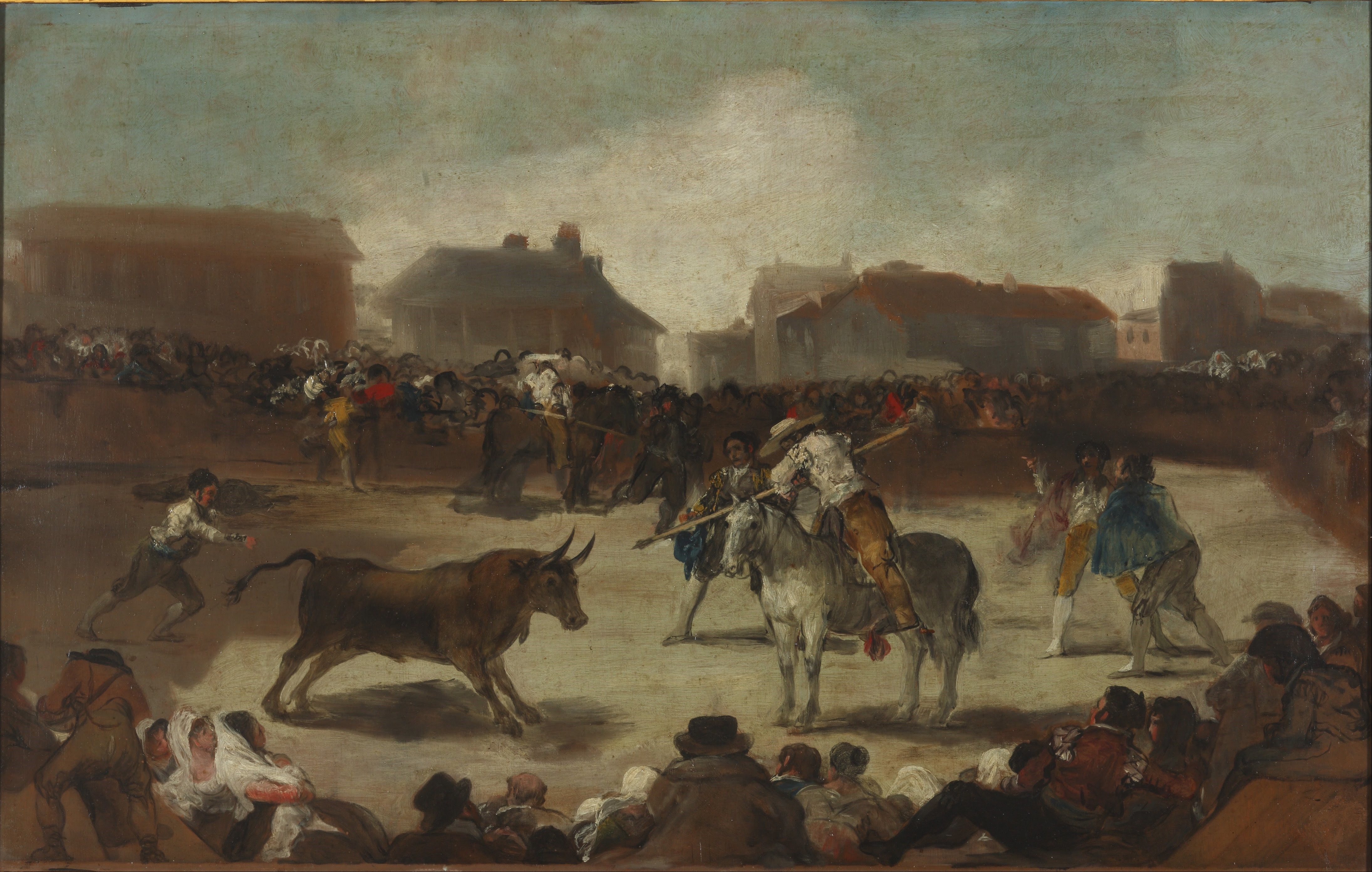
フランシスコ・デ・ゴヤ『村の闘牛』1812年-1819年
フランシスコ・デ・ゴヤ『鰯の埋葬』1812年-1819年[12]